# Gennaro Soricelli
Gennaro Soricelli (San Nazzaro, 30 giugno 1931 – Napoli, 19 luglio 1998) è stato un militare italiano, Appuntato dell'Arma dei Carabinieri decorato di Medaglia d'oro al valor civile la quale gli fu consegnata, in occasione della celebrazione del 156º anniversario della fondazione dell'Arma dei Carabinieri, dall'allora Ministro dell'Interno Onorevole Franco Restivo.

## Biografia
Gennaro Soricelli è nato a Calvi San Nazzaro, frazione Cubante (BN) da una famiglia di umili contadini. Dopo la quinta elementare, nel 1950, all'età di 19 anni, si arruolò nell’Arma dei Carabinieri. Dopo dieci anni di servizio in diversi presidi dell'Arma, fu trasferito nella piccola stazione dei Carabinieri di Rocca D’Evandro, in provincia di Caserta, comandata dal brigadiere Vittorio Arienzo. 

## Il ferimento
Il 15 agosto 1966, Giovanni Violo, agricoltore di 58 anni, organizzò una tremenda vendetta ai danni della famiglia Petrozzi, confinanti con la propria abitazione. Violo, armato del suo fucile da caccia, dall’esterno dell’abitazione minacciò di uccidere i componenti della famiglia Petrozzi. Luigi Petrozzi riuscì a fuggire ed avvertire il comandante della stazione dei Carabinieri, brigadiere Vittorio Arienzo. Questi si recò immediatamente sul posto insieme al carabiniere Soricelli. Durante la perlustrazione in giardino, Soricelli si imbatté in Violo, che esplose un colpo di doppietta che raggiunse il militare in pieno viso. Soricelli fu soccorso solo dopo poche ore, all'arrivo dei carabinieri, che lo trasportarono all’ospedale di Cassino. Fu successivamente trasportato presso il Policlinico Umberto I di Roma, dove fu sottoposto a vari interventi chirurgici. Purtroppo, Soricelli perse la vista, ma le sue condizioni migliorarono.

## Riconoscimenti
L’atto eroico di Gennaro fu ricompensato solo dopo otto anni con una pensione, assistenza, vari premi e riconoscimenti, tra cui la Croce al merito della Repubblica Italiana, Medaglia d’Oro al Valor civile e Carnegie. 
Il 26 ottobre 2019, in San Giorgio del Sannio (BN), alla Medaglia d’Oro al Valor Civile appuntato Gennaro Soricelli è stata intitolata una piazzetta della città.

## L'arresto
Il Violo, il feritore, fu arrestato il 16 agosto 1966 e condannato a quindici anni di reclusione.  

## La morte
Nell’anno 1996, Soricelli iniziò ad avere problemi di salute. Dopo un forte dimagrimento, subì vari ricoveri ospedalieri per essere sottoposto ad accertamenti, in seguito ai quali gli fu diagnosticata una stenosi pilorica, dovuta ad una neoplasia gastrica. Nel gennaio 1997, fu sottoposto ad intervento chirurgico per adenocarcinoma. Il 7 gennaio 1998, in seguito ad una ostruzione delle vie biliare, fu di nuovo ricoverato per essere sottoposto ad un nuovo intervento chirurgico. Il 15 maggio subì un altro intervento alle vie biliari. Morì il 19 luglio 1998.       